# 佩讷
佩讷（法語：Penne，法語發音：[pɛn] ⓘ）是法国奥克西塔尼大区塔恩省的一个市镇，属于阿尔比区。

## 地理
佩讷（44°4'38"N, 1°43'49"E）面积64.04 平方千米，位于法国奧克西塔尼大區塔恩省，该省份为法国南部内陆省份，北起顺时针与阿韦龙省、埃罗省、奥德省、上加龙省和塔恩-加龙省接壤。
与佩讷接壤的市镇（或旧市镇、城区）包括：卡斯泰尔诺-德蒙米拉勒、拉罗克、瓦乌尔、布吕尼凯勒、卡扎尔、蒙里库、圣安托南-诺布勒瓦勒。
佩讷的时区为UTC+01:00、UTC+02:00（夏令时）。

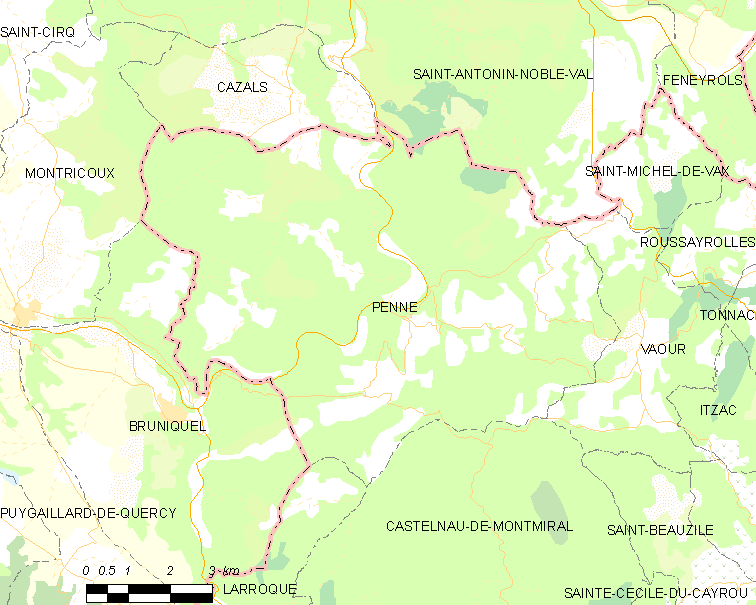
佩讷的OSM定位图

## 行政
佩讷的邮政编码为81140，INSEE市镇编码为81206。

## 政治
佩讷所属的省级选区为卡尔莫第二县。

## 人口

1962-2008年间佩讷人口变化图示

佩讷于2022年1月1日时的人口数量为597人。